# Schönwaldhaus

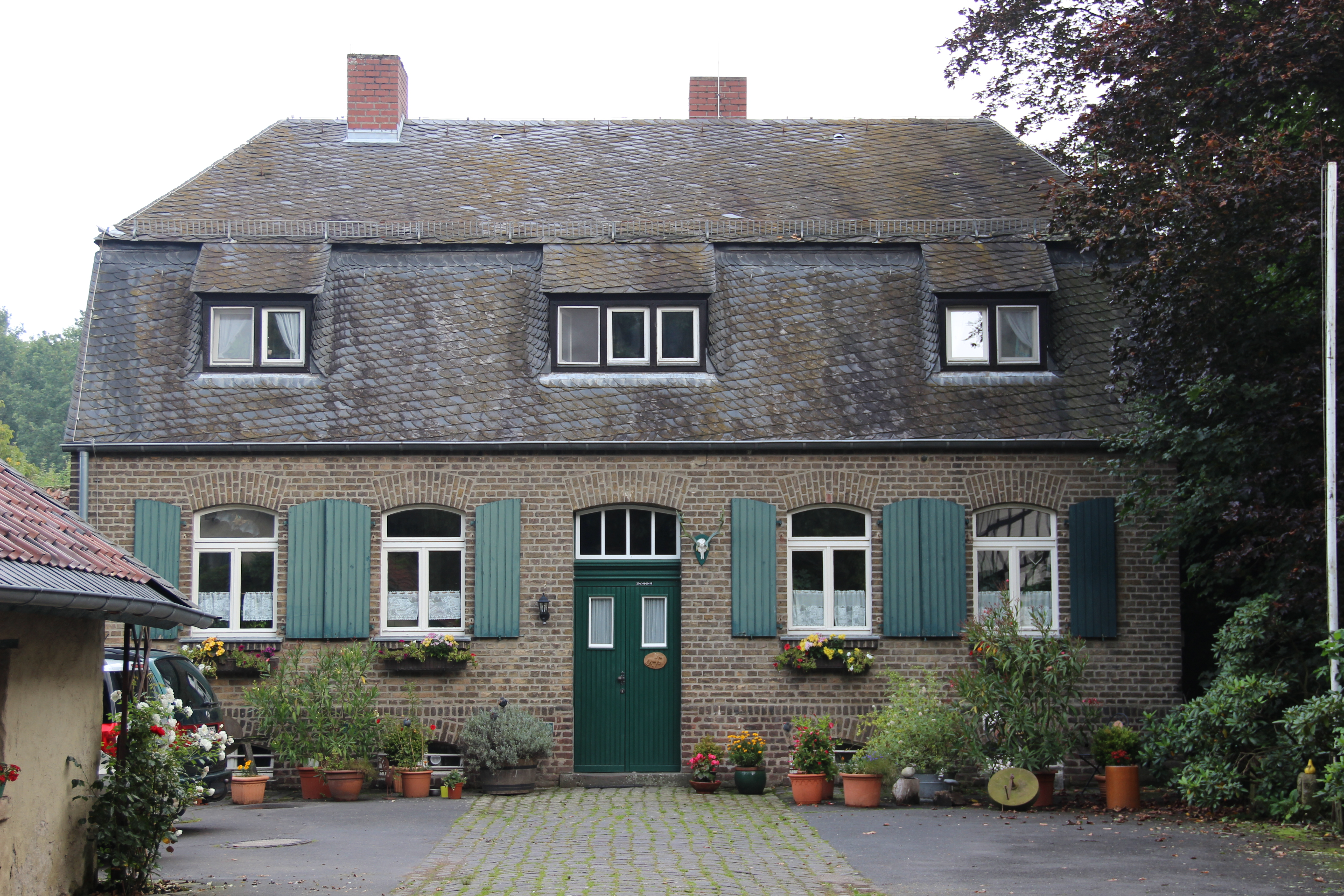
Neubau des Wohnhauses von 1893

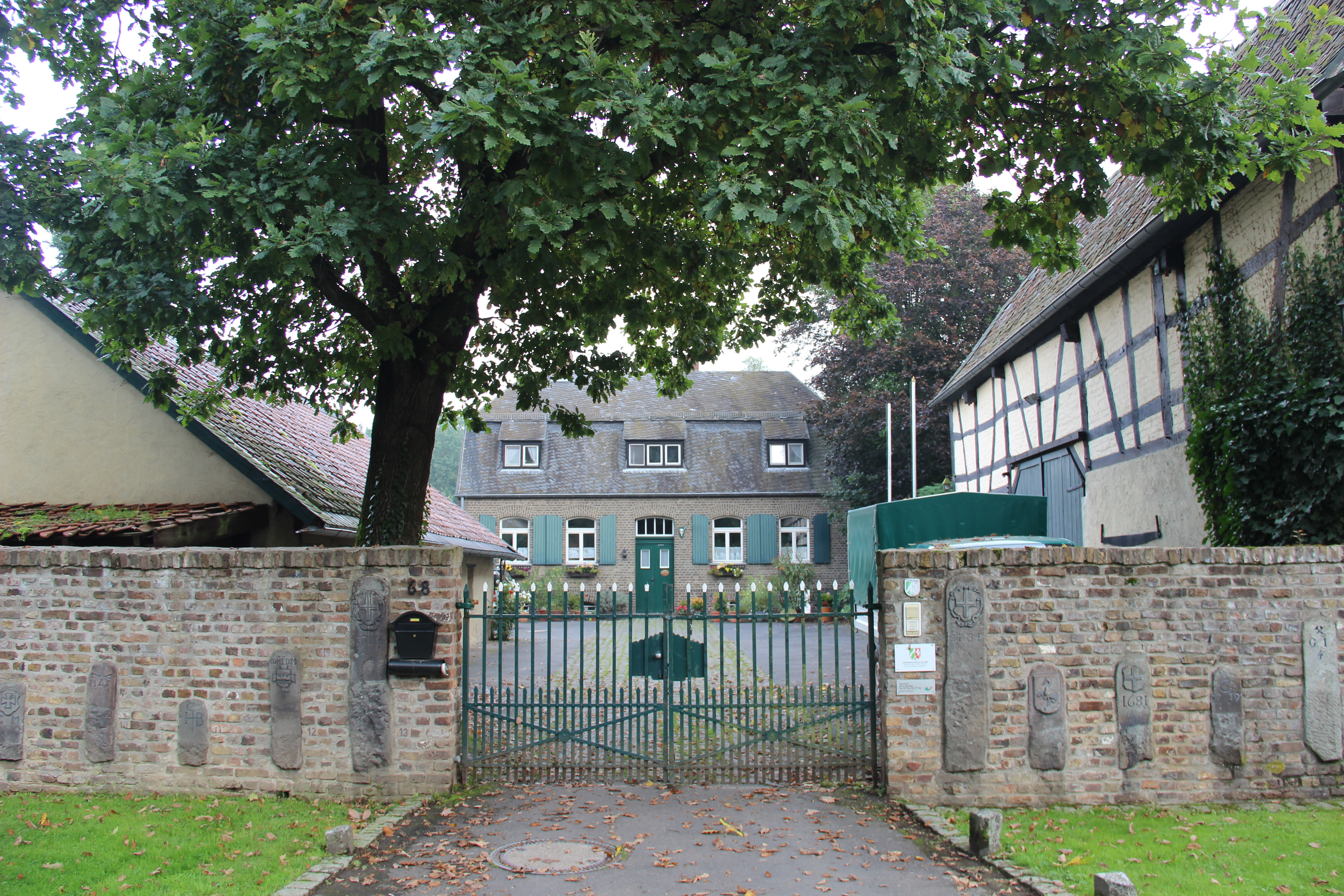
Hofeinfahrt; links der Viehstall, rechts die Scheune – beide von 1830/31

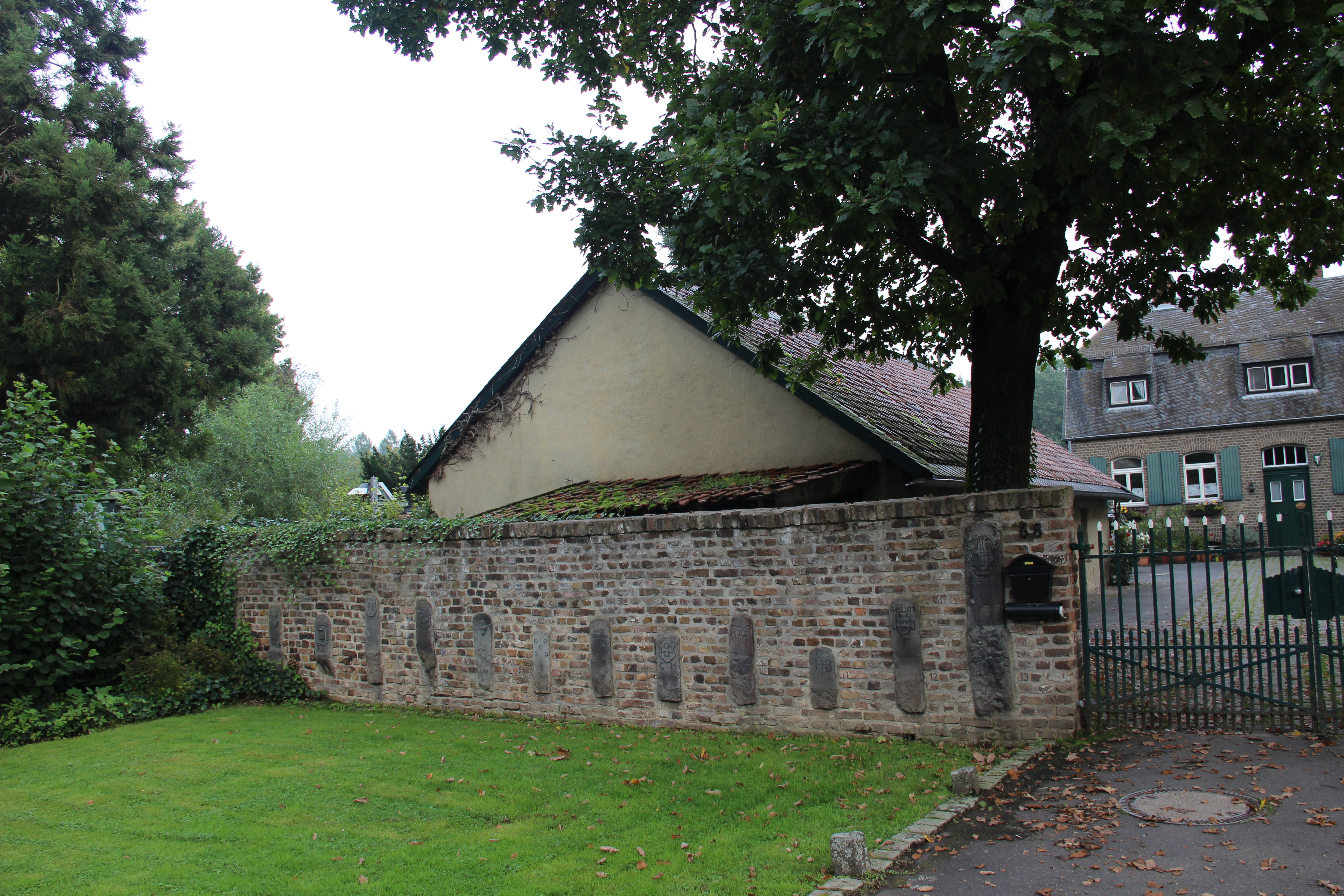
Hofmauer mit eingesetzten Grenz- und Gütersteinen

Als Schönwaldhaus (auch: Schönewaldshaus oder Schönewaldhaus) wird ein Forstdienstgebäude im Bonner Ortsteil Röttgen bezeichnet. Das dreiteilige Hofensemble trägt die Anschrift Villiper Allee oder auch Dorfstraße. Unmittelbar am Kottenforst und an der Gemeindegrenze von Villiprott (Wachtberg) gelegen, steht es zusammen mit mehreren historischen Grenzsteinen unter Denkmalschutz.

## Geschichte
In den Jahren 1730/31 ließ der Kölner Kurfürst Clemens August von Bayern ein Hofensemble als Forstdienstgebäude für den Förster und reitenden kurfürstlichen Jäger Johann Heinrich Schönewald (ca. 1687–1772) errichten. Es diente der Verwaltung des Kottenforsts als kurfürstliches Parforce-Jagdgebiet. Schönewald war bereits seit Mitte der 1720er Jahre als Förster in der kurfürstlichen Försterei auf dem Philipper Röttgen, die hier etwa seit 1600 bestand, tätig. 1893 wurden das Wohn- sowie das gegenüberliegende Torhaus abgerissen; ein neues, eingeschossiges Wohnhaus entstand, das 1908 um ein Stockwerk in einem Mansarddach vergrößert wurde. 1971 wurde zwischen den Gebäuden eine Umfassungsmauer mit Durchfahrt errichtet. Zunächst wurde das Forsthaus als „Schönewaldshaus“ bezeichnet, so auf einer Karte von Jean Joseph Tranchot. Später wurde der Name auf das heute gebräuchliche „Schönwaldhaus“ verkürzt.
Die Försterei verfügte bis in das 20. Jahrhundert über 32 Morgen landwirtschaftlicher Nutzfläche. Es wurden Kühe und Pferde gehalten. Zu Beginn des 19. Jahrhunderts erhielt das Gehöft die Adresse „Villip Nr. 118“. Bis 1834 waren im Schönewaldhaus drei Generationen der Familie Schönewald (Johann Heinrich, Johannes und Johann Wilhelm Schönewald) als Förster tätig. Im Jahr 1899 wurde dem Förster des Forsthauses die Konzession erteilt, alkoholfreie Erfrischungen an Spaziergänger zu verkaufen. Bis 1937 erfolgte der Verkauf und war Ursache für die lokale Bezeichnung des Wanderwegs von Ippendorf bis zum Forstgebäude als „Kaffeepfad“. Bis heute wird das Gebäude als Wohnung des zuständigen Revierförsters genutzt. Gegenüber der Försterei gibt es einen Parkplatz für Wanderer.

## Architektur
Ursprünglich wurde das Hofensemble als fränkischer Viereckshof errichtet. Mit dem ersatzlosen Abriss des Torhauses, in dem die Gesindekammern untergebracht waren, entstand ein nunmehr zur Straßenseite offenes Gehöft. Der noch bestehende, niedrige Viehstall wurde nach Nordwesten zur Waldseite mit massiven Mauern und Schießscharten versehen. Die gegenüberliegende, hohe Fachwerkscheune mit einem Walmdach aus kurkölnischer Bauzeit existiert ebenfalls noch. Das Wohnhaus wurde beim Neubau 1893 im Stil der preußischen Forsthäuser der Jahrhundertwende gestaltet. In die Umfassungsmauer wurden links und rechts der Durchfahrt Kottenforster Grenzsteine (sogenannte Marksteine) aus dem 17. bis 19. Jahrhundert eingelassen. Das Wohnhaus verfügt über einen mittigen Eingang mit links und rechts je zwei Fensterachsen. Im Krüppelwalmdach befinden sich auf jeder Seite drei Mansardenfenster.